# Miðflokkurin
El Partit de Centre (en feroés, Miðflokkurin) és un partit polític democristà i de caràcter conservador de les illes Fèroe, liderat per Jenis av Rana. El partit és conegut pel seu conservadorisme social, especialment per la seua posició sobre els drets LGBT.

## Representació
- A les eleccions de 20 de gener de 2004, el partit va obtenir el 5,2% dels vots populars i 2 dels 32 escons.
- A les eleccions del 2008, el partit va aconseguir el 8,4% dels vots i 3 dels 33 escons.
- A les generals de 2011, el partit va caure fins al 6,2% i dos escons. Des d'aleshores i fins al 2022, el partit ha conservat els dos escons.

## Líders
| Líders del partit - Jenis av Rana 2001–present - Álvur Kirke 1999–2001 - Bill Justinussen 1997–1999 - Jenis av Rana 1994–1997 - Álvur Kirke 1992–1994 |  | Portaveus al parlament - Jenis av Rana 1998–present - Tordur Niclasen 1992–1998 |